# Dedekinddomän
Inom matematiken är en Dedekinddomän eller Dedekindring, uppkallad efter Richard Dedekind, ett integritetsområde där varje äkta delideal kan skrivas som en produkt av primideal. Det kan bevisas att en sådan faktorisering är unik upp till ordningen av faktorer. 
En kropp är en kommutativ ring som inte har några otriviala äkta delidealer, vilket gör att varje kropp är en Dedekinddomän. Många författare framlägger satser om Dedekinddomäner utan att nämna att de kräver triviala modifieringar för kroppar. 
En omedelbar konsekvens av definitionen är att varje principalidealdomän (PID) är en Dedekinddomän. Faktiskt så är en Dedekinddomän en EF-ring om och bara om den är en PID.